# Bonnie Cashin
Bonnie Cashin — née le 28 septembre 1915 à Oakland (Californie) et morte le 3 février 2000 à New York (État de New York) — est une costumière américaine et une styliste de mode, figure du sportswear américain.

## Biographie
Sa mère couturière lui donne des chutes de tissus pour s'amuser.
Durant ses études, elle travaille sur les costumes des revues de Fanchon and Marco à Los Angeles puis ceux  du corps de danse du Roxy Theater de New York.
Après avoir notamment étudié dans les années 1930 à l'Art Students League of New York, Bonnie Cashin débute sur les conseils de Carmel Snow chez Adler & Adler en 1937. Mais les restrictions de tissus de la Seconde Guerre mondiale la frustre. Elle part alors à Hollywood et signe un contrat de six ans avec la 20th Century Fox. Bonnie Cashin y travaille de 1943 à 1949. Elle retourne chez Adler & Adler et rencontre le succès avec sa collection de 1950. Bridée par son employeur, elle fonde Bonnie Cashin Design Inc. peu après et sa réputation se construit. Elle est récompensée d'un « prix de la mode » par Neiman Marcus puis du « prix de la Critique de mode » par les Coty Fashion Awards. Bonnie Cashin reste définie comme la « championne du sportswear », héritière des préceptes de Claire McCardell, représentant l'essor du prêt-à-porter américain qui a lieu après la Seconde Guerre mondiale avec des créations simples et fonctionnelles avec des tissus faciles à entretenir.
Elle entre comme styliste chez Coach en 1962 et y reste douze ans. Elle ne cesse alors de renouveler l'image du sac à main, le transformant dans ses formes, ses matières et ses usages. Durant sa carrière chez ce maroquinier, elle contribue clairement au succès de la marque avec la création de plusieurs modèles emblématiques.
Parmi ses trente-quatre films américains, il est possible de citer Laura d'Otto Preminger (1944, avec Gene Tierney dans le rôle-titre) où la jupe grise et blanche en écureuil est particulièrement remarquée, Le Lys de Brooklyn d'Elia Kazan (1945, avec Dorothy McGuire et Joan Blondell), Anna et le Roi de Siam de John Cromwell (1946, avec Irene Dunne et Rex Harrison), ou encore La Fosse aux serpents d'Anatole Litvak (1948, avec Olivia de Havilland et Mark Stevens).

## Filmographie partielle
- 1944 : Les Clés du royaume (The Keys of the Kingdom) de John M. Stahl
- 1944 : In the Meantime, Darling d'Otto Preminger
- 1944 : Le Jockey de l'amour (Home in Indiana) d'Henry Hathaway
- 1944 : The Eve of St. Mark de John M. Stahl
- 1944 : Laura d'Otto Preminger
- 1945 : Broadway en folie (Diamond Horseshoe) de George Seaton
- 1945 : Le Lys de Brooklyn (A Tree Growns in Brooklyn) d'Elia Kazan
- 1945 : Crime passionnel (Fallen Angel) d'Otto Preminger
- 1945 : Junior Miss de George Seaton
- 1945 : La Maison de la 92e Rue (The House on 92nd Street) d'Henry Hathaway
- 1945 : Laurel et Hardy toréadors (The Bullfighters) de Malcolm St. Clair
- 1946 : Anna et le Roi de Siam (Anna and the King of Siam) de John Cromwell
- 1946 : La Folle Ingénue (Cluny Brown) d'Ernst Lubitsch
- 1946 : Voulez-vous m'aimer ? (Do You Love Me) de Gregory Ratoff
- 1947 : Embrassons-nous (I Wonder Who's Kissing Her Now) de Lloyd Bacon
- 1947 : Le Charlatan (Nightmare Alley) d'Edmund Goulding
- 1948 : La Fosse aux serpents (The Snake Pit) d'Anatole Litvak
- 1948 : L'Énigmatique Monsieur Horace (The Luck of the Irish) de Henry Koster
- 1948 : La Proie (Cry of the City) de Robert Siodmak
- 1948 : Bagarre pour une blonde (Scudda Hoo! Scudda Hay!) de F. Hugh Herbert
- 1948 : Broadway mon amour (Give Me Regards to Broadway) de Lloyd Bacon
- 1948 : Infidèlement vôtre (Unfaithfully Yours) de Preston Sturges
- 1948 : Le Rideau de fer (The Iron Curtain) de William A. Wellman
- 1949 : You're My Everything de Walter Lang
- 1949 : Faux Jeu (It Happens Every Spring) de Lloyd Bacon
- 1949 : Allez coucher ailleurs (I Was a Male War Bride) d'Howard Hawks

## Galerie de costumes

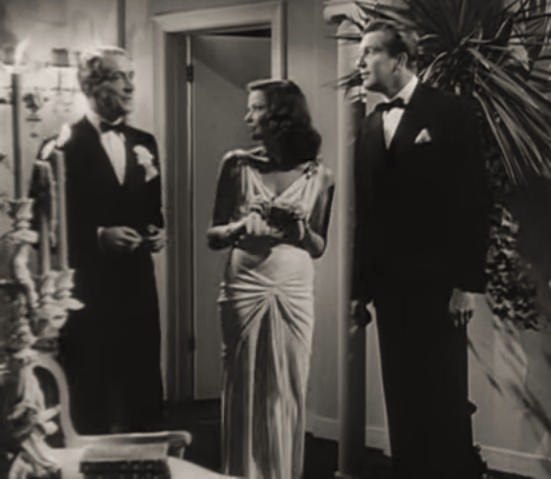
Laura (1944), avec Clifton Webb, Gene Tierney et Vincent Price (de g. à d.)
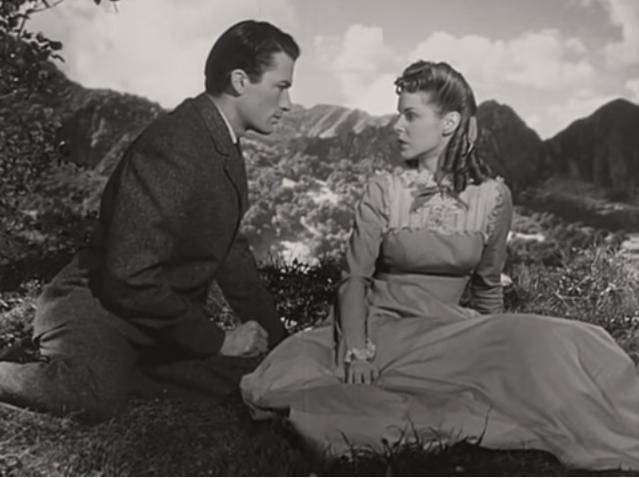
Les Clés du royaume (1944), avec Gregory Peck et Jane Ball
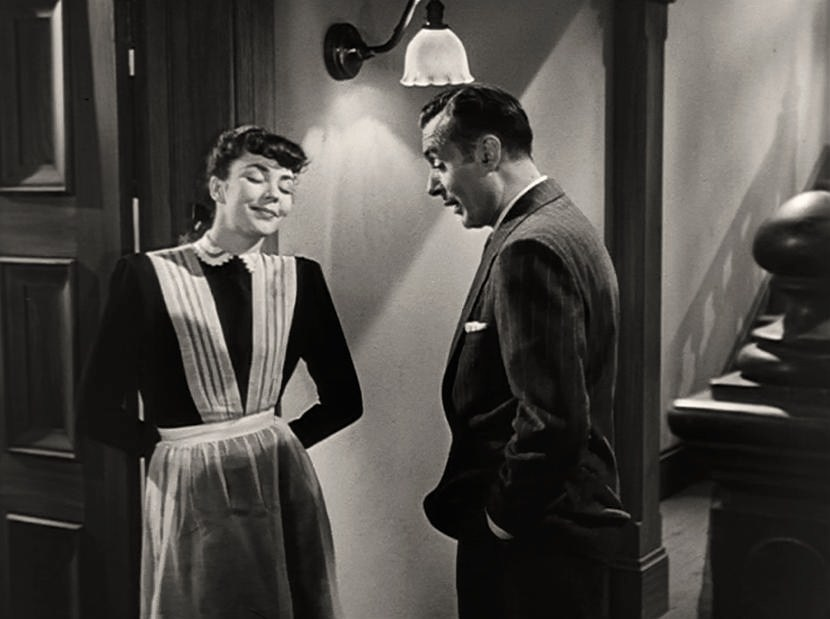
La Folle Ingénue (1946), avec Jennifer Jones et Charles Boyer
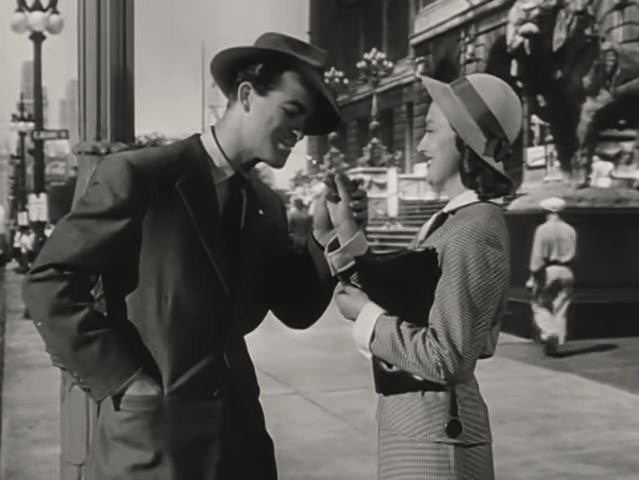
La Fosse aux serpents (1948), avec Mark Stevens et Olivia de Havilland